# Azua (província)
Azua é uma província da República Dominicana. Sua capital é a cidade de Azua de Compostela. Azua é uma das províncias da República Dominicana criada pela primeira constituição do país.

## Geografia
Azua é banhada pelo mar do Caribe ao sul. Limita com as províncias de Peravia e San José de Ocoa a leste, La Vega ao norte e nordeste, San Juan ao norte e noroeste, Bahoruco e Barahona a oeste.
O principal rio da província é o Yaque del Sur. Outros rios importantes: Las Cuevas, Jura e Vía.

## Economia
A principal atividade econômica é a agricultura, onde se produz verduras e frutas.
Além de pequenas indústrias semi-artesanais, existem  agroindústrias para a produção de massa de tomate e outros produtos enlatados.

## Municípios
- Azua de Compostela
- Estebanía
- Guayabal
- Las Charcas
- Las Yayas de Viajama
- Padre Las Casas
- Peralta
- Pueblo Viejo
- Nueva Sabana Yegua
- Sabana Yegua
- Tábara Arriba